# José Ramos-Horta
Pour les articles homonymes, voir José Ramos et Horta.
José Manuel Ramos-Horta (né le 26 décembre 1949 à Dili, Timor-Oriental), est un homme d'État est-timorais. Premier ministre du 26 juin 2006 au 19 mai 2007, il est président de la république démocratique du Timor-Oriental du 20 mai 2007 au 20 mai 2012 et depuis le 20 mai 2022.
Il est membre  du Comité international 17-Octobre qui promeut la Journée mondiale du refus de la misère.
Il obtient en 1993 le prix Rafto pour ses efforts pour la paix au Timor-Oriental. Il reçoit ensuite le prix Nobel de la paix avec Carlos Filipe Ximenes Belo pour leur travail lors de la recherche d'une résolution pacifique et équitable du conflit au Timor-Oriental.

## Biographie

### Jeunesse et formation
Ramos-Horta est né en 1949 à Dili, capitale du Timor oriental, d'une mère timoraise et d'un père portugais exilé au Timor portugais sous la dictature de Salazar. Il a fait ses études dans une mission catholique dans le petit village de Soibada, choisi plus tard par Fretilin comme quartier général après l'invasion indonésienne. Sur ses onze frères et sœurs, quatre ont été tués par l'armée indonésienne.
Ramos-Horta a étudié le droit international public à l'Académie de droit international de La Haye (1983) et au Antioch College de Yellow Springs, dans l'Ohio, où il a obtenu une maîtrise ès arts en études de la paix (1984). Il a suivi une formation en droit des droits de l'homme à l'Institut international des droits de l'homme à Strasbourg (1983). Il a suivi des études de troisième cycle en politique étrangère américaine à la Columbia University de New York en 1983. Il est membre associé principal du St Antony's College de l'Université d'Oxford (1987) et parle couramment cinq langues: le portugais, plus l'anglais, le français, l'espagnol et la langue la plus parlée du Timor oriental, le tetum.
Il est divorcé d'Ana Pessoa Pinto, ministre d'Etat et de l'Administration interne du Timor oriental, avec qui il a un fils, Loro Horta, né en exil au Mozambique. [6]

### Ministre des Affaires étrangères puis Premier ministre
Ministre d'État, ministre des Affaires étrangères et de la Coopération est-timorais de 2002 au 25 juin 2006. Ministre de la Défense par intérim du 3 juin 2005 au 25 juin 2006.
Le 25 juin 2006, le parti au pouvoir a refusé de limoger le Premier ministre Mari Alkatiri, malgré les appels pressants du président Xanana Gusmão et la pression de milliers de manifestants. Cette attitude provoque la démission immédiate, en signe de protestation, de José Ramos-Horta, du ministre des Transports, de la Communication et des Travaux publics, Ovideo Amaral, et du vice-ministre de la Santé, Luis Maria dos Reis Lobato.
Ramos-Horta est nommé Premier ministre, le 10 juillet suivant.

### Président de la République

#### Premier mandat (2007-2012)

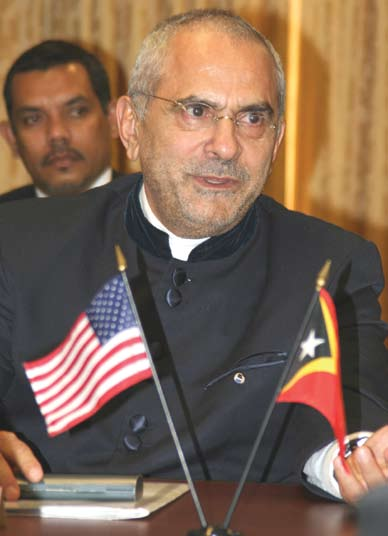
José Ramos-Horta en 2009

Se présentant comme candidat indépendant à l'élection présidentielle du printemps 2007 (avec le soutien du président sortant Xanana Gusmão), il obtient, lors du premier tour, le 9 avril, 88 102 voix, soit 21,81 % des suffrages exprimés, en seconde position derrière Francisco Guterres dit « Lu-Olo », soutenu par le Fretilin, qui obtient 112 666 voix, soit 27,89 % des suffrages exprimés.
Lors du second tour organisé, le 9 mai, pour départager les deux candidats arrivés en tête (selon les termes de la constitution), il devance toutefois largement son adversaire, en obtenant 285 835 voix, soit 69,18 % des suffrages exprimés, contre 127 342 voix (30,82 %) pour Francisco Gutterres.
Il est remplacé dans ses fonctions de Premier ministre, le 19 mai, à la veille de son investiture, par Estanislau da Silva, vice-Premier ministre et ministre de l'Agriculture, qui occupa par intérim les fonctions de Premier ministre jusqu'à la nomination d'un nouveau gouvernement, après les élections législatives qui sont intervenues au mois de juin 2007. L'ancien président Xanana Gusmão occupe actuellement le poste de Premier ministre.
Le président Ramos-Horta et son Premier ministre sont la cible le 11 février 2008 d'un double attentat : le premier est blessé par balle et le second réchappe à une embuscade. Des militaires mutins, emmenés par Alfredo Reinado, un officier déchu ayant pris le maquis en 2006, donnent l'assaut de sa résidence à Dili. José Ramos-Horta est touché par au moins une balle à l'abdomen. Il est opéré d'urgence par une équipe médicale australienne et se trouve dans un état stationnaire. Alfredo Reinado est tué par les agents de sécurité.
Le 17 avril suivant, il rentre d'Australie où il était hospitalisé, après deux mois d'absence où son intérim à la tête de l'État a été exercé par le président du Parlement, Fernando de Araújo.
José Ramos-Horta est candidat à l'élection présidentielle du 17 mars 2012 pour un second mandat, face à Francisco Guterres (Fretilin) et José Maria de Vasconcelos, plus connu sous le nom de Taur Matan Ruak (indépendant, soutenu par le Congrès national de reconstruction timoraise, parti du Premier ministre Xanana Gusmão). Ce dernier est finalement élu le 17 avril suivant pour lui succéder.

#### Deuxième mandat (depuis 2022)

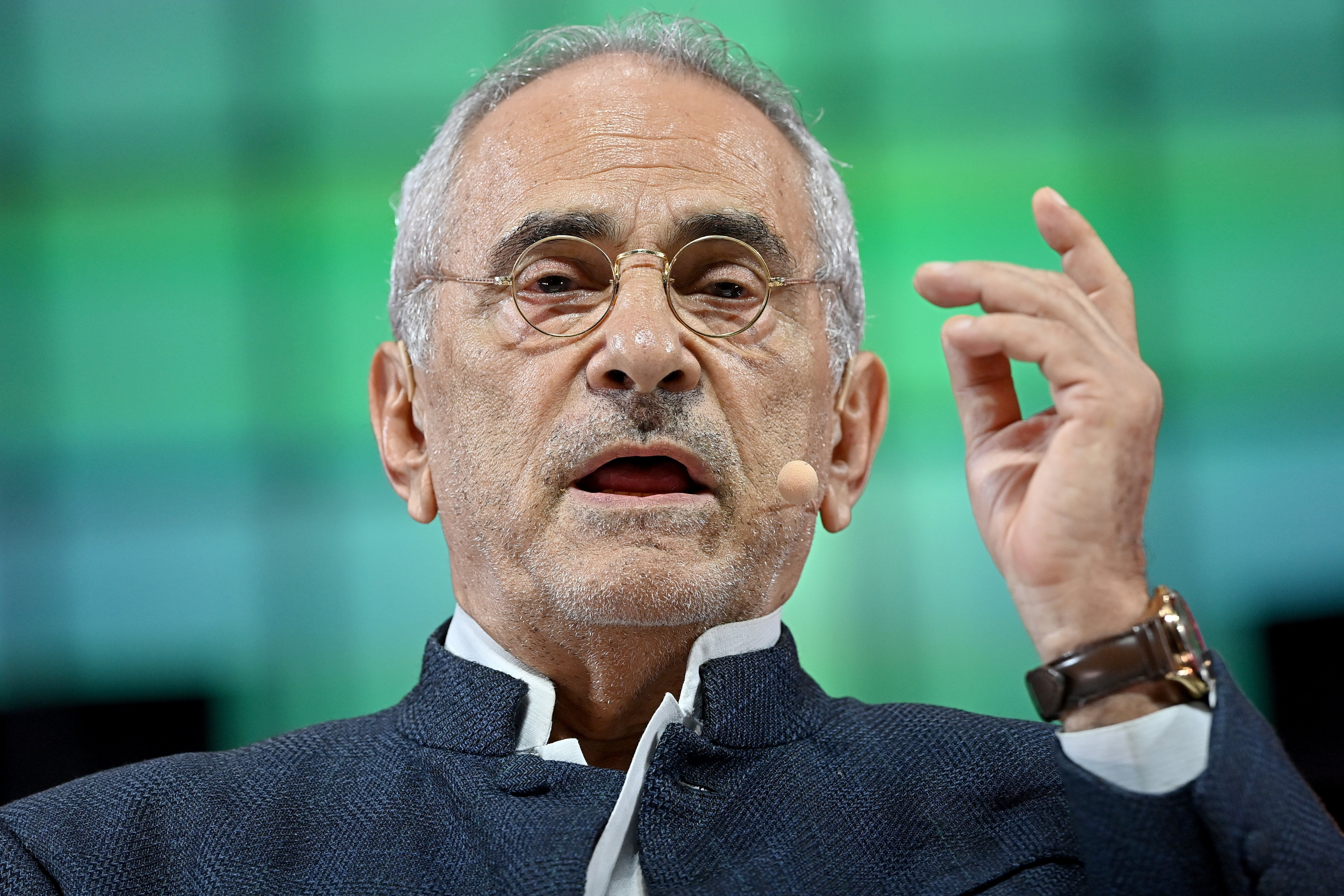
José Ramos-Horta en 2022

Il se présente à l'élection présidentielle de 2022 et est élu à l'issue du second tour le 19 avril. Il prend ses fonctions le 20 mai suivant.

### Autres activités
Il est membre de la fondation PeaceJam et de la Commission globale de politique en matière de drogues.

## Source
- (en) Cet article est partiellement ou en totalité issu de l’article de Wikipédia en anglais intitulé « José Ramos-Horta » (voir la liste des auteurs).